# Opactwo terytorialne Tŏkwon
Opactwo terytorialne Tŏkwon (łac. Territorialis Abbatia Tokvonensis, kor. 천주교 덕원자치수도원구) – rzymskokatolickie benedyktyńskie opactwo terytorialne ze stolicą w Tŏkwon, w Korei Północnej. Obecnie z powodu antyklerykalnej polityki komunistycznych władz tego państwa opactwo nie prowadzi żadnej oficjalnej działalności, a Kościół katolicki jest tam prześladowany.
Obecnie jest to jedno z 11 opactw terytorialnych na świecie i jedyne, które znajduje się poza Europą.

## Historia
Klasztor benedyktyński w Tŏkwon powstał w 1927. Przy klasztorze działało seminarium duchowne.
12 stycznia 1940 papież Pius XII bullą Libenter Romanus Pontifex erygował opactwo terytorialne Tŏkwon. Dotychczas wierni z tych terenów należeli do wikariatu apostolskiego Wonsan (obecnie diecezja Hamhŭng).
W 1944 na terytorium podległym opatowi Tŏkwon mieszkało 5 370 katolików, prowadzono 4 parafie i 35 stacji misyjnych. Opactwo liczyło wtedy 23 ojców i 73 braci zakonnych.
W 1949 mieszkańcy opactwa, którzy nie uciekli wcześniej na południe, zostali aresztowani przez komunistów. 8 z nich, w tym opat bp Bonifatius Sauer, zmarło w następnym roku w pjongjańskim więzieniu. Ponadto 5 księży, 10 braci zakonnych i 2 siostry zakonne zginęło w komunistycznych obozach koncentracyjnych. Od tego czasu opactwo nigdy nie wznowiło działalności.
Od śmierci pierwszego opata bp. Bonifatiusa Sauera w 1950 nie udało się mianować jego następcy. Od tego czasu mianowani są administratorzy apostolscy opactwa, lecz z powodów politycznych nie mają oni realnej władzy na terytorium opactwa.
42 niemieckich kapłanów i zakonników pozostało uwięzionych do 1954 kiedy to deportowano ich do Niemiec.
Obecnie budynki opactwa zajmuje Uniwersytet Rolniczy w Wŏnsan.
W 2007 ruszył proces beatyfikacyjny 36 męczenników, którzy zginęli za wiarę w pierwszych latach komunistycznej Korei. Proces ten jest zatytułowany beatyfikacja opata biskupa Bonifacego Sauera OSB, ks. Benedykta Kima OSB i towarzyszy.

## Opaci Tŏkwon
- bp. Bonifatius Sauer OSB[2] (1940–1950) jednocześnie administrator apostolski wikariatu apostolskiego Kanko
- administratorzy apostolscy:
  - o. Timotheus Bitterli OSB (1952–1981) jednocześnie administrator apostolski diecezji Hamhŭng; od 1955 także administrator apostolski diecezji Yanji w Chinach
  - o. Placidus Ri Tong-ho OSB (1981–2005) jednocześnie administrator apostolski diecezji Hamhŭng
  - opat Simon Peter Ri Hyong-u OSB (2005–2013)
  - opat Blasio Park OSB (2013–nadal)